# Воскобійники (Богодухівський район)
Воскобі́йники — село у Богодухівській міській громаді Богодухівського району Харківської області України. Населення становить 28 осіб.
Поштове відділення: Забродівське.

## Географія
Село Воскобійники знаходиться на лівому березі річки Мерла за 2 км від місто Богодухів. На річці розташована гребля, яка утворює Забродівське водосховище. Нижче за течією примикає село Заозерне, вище за течією — Заброди. На протилежному березі знаходяться села Москаленки та Шийчине.

## Історія
Село засноване в 1665 році.
12 червня 2020 року, відповідно до розпорядження Кабінету Міністрів України № 725-р «Про визначення адміністративних центрів та затвердження територій територіальних громад Харківської області», село увійшло до Богодухівської міської громади.
19 липня 2020 року, в результаті адміністративно-територіальної реформи та ліквідації Богодухівського району (1923—2020), село увійшло до складу новоутвореного Богодухівського району Харківської області.